# 国際興業
国際興業株式会社（こくさいこうぎょう、Kokusai Kogyo Co.,Ltd. ）は、東京都中央区に本社を置く、バス事業を主とした日本の総合商社。創業者は小佐野賢治。みどり会の会員企業であり三和グループに属する。
本項では不動産売買、ホテル運営などを行っている国際興業管理株式会社（こくさいこうぎょうかんり）、その他多数存在する国際興業グループの関連会社についても述べる。

## 概説
国際興業の直営事業として、運輸・交通を中心に複数の事業を行っている。旅行業は、2012年（平成24年）11月1日の国際興業グループ株式会社への分割時は国際興業株式会社直営事業であったが、後に国際興業グループ株式会社に業務移管された。ゴルフ場事業は、直営ゴルフ場はなく、傘下の紫興業・富士屋ホテル・十和田観光電鉄が行っている。
国際興業株式会社（Kokusai Kogyo Kabushikigaisya）の略である「KKK」を、略称・ロゴマークなどに長年使用してきた。しかし、クー・クラックス・クランと関連があるとの誤解を避けるために、2002年（平成14年）のFIFAワールドカップ開催にあわせて使用中止が決定され、2006年（平成18年）までにはほぼ全廃された。ただし、更新されないままになっているバス停留所などは一部にみられる。
5000億円超の負債で経営危機に陥り、2004年（平成16年）、サーベラス・キャピタル・マネジメントに買収され、資産の大量売却によって再建を図った。そのため大幅に事業を縮小したものの、2014年（平成26年）には創業家に経営が戻り、国際興業ホールディングスの傘下となった（#経営危機・再建を参照）。

### 事業内容

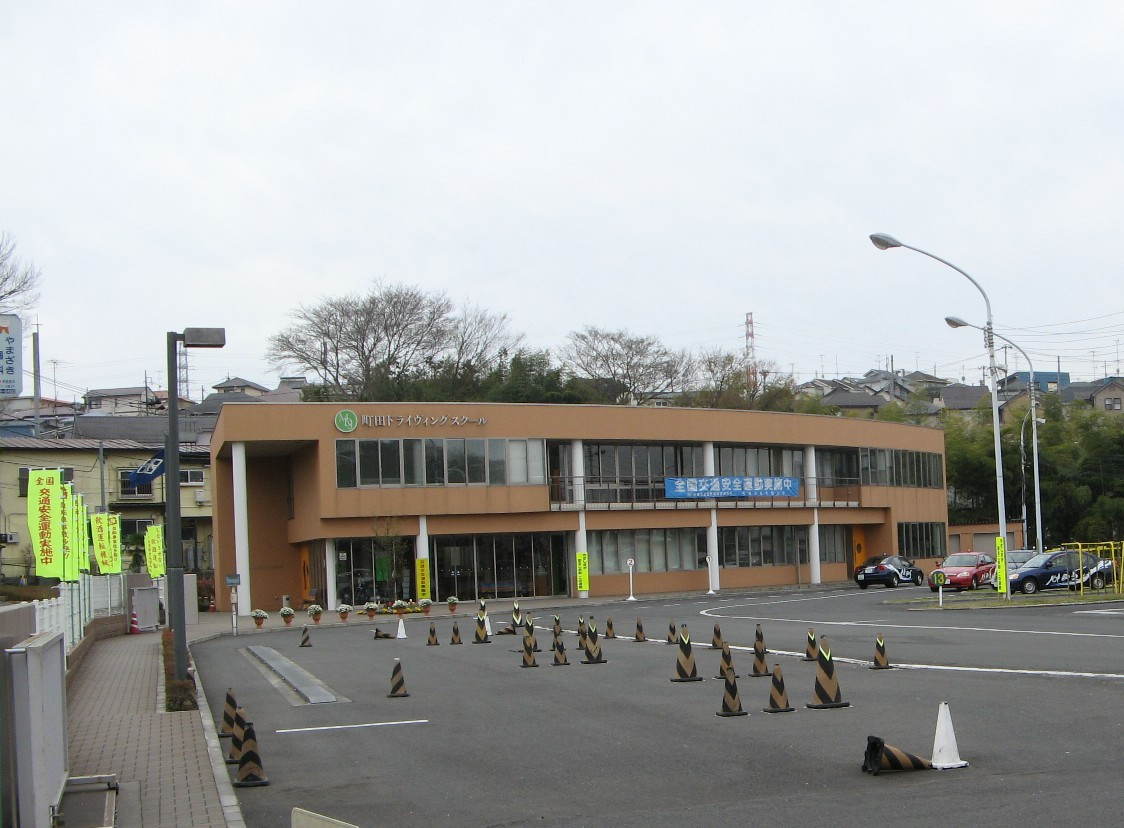
自動車教習所事業・町田ドライヴィングスクール

#### 運輸・交通
- 乗合・貸切バス事業 - 国際興業バス
- ハイヤー事業 - 国際興業ハイヤー
- 自動車教習所事業 - 町田ドライヴィングスクール

#### 流通・商事
- 商事事業
- 中古バス販売事業（中古バスドットコム）[5]
- 輸入自動車販売事業 - 北海道でBMW、ポルシェの販売
- 産業機械販売事業 - 油圧・空圧機器の販売

## 歴史

### 創業
実業家・小佐野賢治が、1940年（昭和15年）5月15日に興した自動車部品販売業「第一商会」を淵源とする。小佐野は翌1941年（昭和16年）、同じく自動車部品販売業である東京アメリカ商会の経営に参画し、同社の実権を握ると第一商会を同社に合流させた。
戦時体制下において、小佐野は軍需省の出入り商人として活動して大いに蓄財、第二次世界大戦末期の1945年（昭和20年）2月には商号を「東洋自動車工業」に変更した。
日本の敗戦後に小佐野は、今度は駐留米軍を相手とする中古車の展示販売を行って大成功を収めた。1945年（昭和20年）12月20日には東洋自動車工業を「国際商事」に商号変更、根津財閥から熱海ホテル、富士山麓電気鉄道（現・富士急行）から山中湖ホテル、東京急行電鉄（現・東急）から強羅ホテルをそれぞれ買収、主に駐留米軍を顧客とする観光事業に進出した。
次いで国際商事はバス事業へ進出し、東京急行電鉄から東京観光自動車を譲受し、駐留米軍のための送迎バス事業を請け負った。また同じく東京急行電鉄から東都乗合自動車を譲受し、乗合バス事業（のちの国際興業バス）へ参入した。

### 国際興業成立と事業拡大
1947年（昭和22年）、現在まで続く社名「国際興業」に社名変更した。「国際」の由来は、戦前から戦後にかけての都内のタクシー事業者の統廃合の折、小佐野が関与した国際自動車（km）の社名の響きを好んで自らの会社にもつけたものとされる（ただし、国際自動車は現在、国際興業および小佐野一族とは全く関係がない）。
アメリカから中古車と農機具の輸入・販売を手がけ、在米事業の基盤を築く。1960年（昭和35年）先に買収した、大阪タクシーを源流とする大阪ハイタク界の大手である大阪交通へ逆さ合併を行い、関西にも拠点を持つことになる。
その後、山梨交通・富士屋ホテル・国民相互銀行・日本電建などを買収・傘下に収めるなどして事業を拡大。ハワイでは1963年（昭和38年）にロイヤル・ハワイアン、モアナ・サーフライダー、シェラトン・プリンセス・カイウラニといった複数の名門ホテルを取得したほか、1973年（昭和48年）には大型ホテル、シェラトン・ワイキキを買収したが、小佐野自身の資産を売却せず、さらに外為法により国外への円の持ち出しが制限されていた時期にどう買収を行ったのかは今もって不明である。
1976年（昭和51年）小佐野はロッキード事件により証人喚問され、実刑判決を受けるが、その間も着々と帝国ホテルの株を買い増し、1985年（昭和60年）には帝国ホテル会長職に就任した（2007年（平成19年）すべて売却）。
1986年（昭和61年）小佐野賢治が亡くなると弟の小佐野政邦が経営を受け継いだ。1993年（平成5年）には金丸信の東京佐川急便事件・脱税事件に関し、親密企業として東京地検により家宅捜索を受けた。1999年（平成11年）に傘下の国民銀行が不正融資により破綻。2001年（平成13年）政邦が亡くなると政邦の甥の小佐野隆正に経営が引き継がれた。

### 経営危機・再建
売上高が年々落ち込み経営が悪化しているのにもかかわらず海外ホテル経営や投資を続けていたことから、2003年（平成15年）3月の決算においては売上高511億円、純利益17億円に対し、UFJホールディングスのUFJ銀行（現・三菱UFJ銀行）をはじめとする金融機関からの単体での有利子負債が3800億円に上り、利息のみで年間76億円の支払い義務が生じていた。2004年（平成16年）に経営危機に陥っていることが一斉に報道された。負債は5000億に上っており、UFJグループは債権放棄など数百億円規模の金融支援を行った。
倒産してもおかしくない負債額であったが、同年11月30日に国際興業はハゲタカ・ファンドと揶揄されていた米国投資ファンドサーベラスが買収し、傘下に収められた。UFJ銀行やりそな銀行の5000億円の融資債権を値切り半値の時価（2500億円）で買い取り、緊急融資、債務株式化も実施した。2005年（平成17年）には資本金14億5050万円を大幅増強1030億1800万円としてサーベラス主導の再建が始まった（現在資本金は1億円）。サーベラスは取締役会の過半数を占めたが、小佐野隆正の社長続投を容認した。
経営再建のために帝国ホテル株（2007年（平成19年）三井不動産に売却、873億円超）、浜松町の遊休地（2013年（平成25年）日本生命保険に売却、800億）や八重洲富士屋ホテル（2013年（平成25年）住友不動産に売却、300億）などの優良資産を次々と売却し、その収益を特別配当の形でサーベラスに支払った。しかし資産の売却がこれ以上続けば事業の継続が困難になると判断、国際興業は、その売却益をサーベラスから株を買い戻すための原資に利用することを申し入れた。サーベラス側は十分に売却益を獲得していたため、申し入れを受諾した。
2012年（平成24年）11月1日付で、運輸・交通事業および流通・商事事業を国際興業グループ株式会社（資本金1億円）として分社化した。
2014年（平成26年）にはサーベラスが優良資産売却によって投資金額を回収し終えたとしてサーベラスが保有する国際興業株を国際興業ホールディングス株式会社に1400億円で売却。日本からの撤退が報道された。国際興業ホールディングスは国際興業の創業家である小佐野一族が経営しており、国際興業の経営は再び小佐野一族の手に戻る事となった。しかし、サーベラスによって上記の優良資産以外にも東北地方や山梨県のバス事業やリゾート事業などが売却されてしまったため、グループの事業規模は大幅に縮小した。その上株式買い戻し資金の1400億円という大きな借金を再び抱えることになった。2014年（平成26年）3月1日に、国際興業株式会社は国際興業管理株式会社に、国際興業グループ株式会社は国際興業株式会社にそれぞれ社名変更された。本社は住友不動産による八重洲2丁目南地区市街地再開発事業の開発予定地であり、移転が計画されている。

## 国際興業グループ
- 国際興業管理株式会社
  - ホテル事業 - 国内1か所（富士屋ホテル）、ハワイ5か所、アメリカ本土1か所
  - 不動産賃貸事業 - イオンモール浦和美園（みそのウイングシティ）
- 国際興業エンタープライズ（広告代理店・保険代理店・石油販売、1981年（昭和56年）設立）
- 国際興業大阪（大阪府・兵庫県でタクシーと観光バスを営業、2004年（平成16年）3月分社）
  - 国際興業神戸
  - 大阪交通
- 紫興業（千葉県野田市にてゴルフ場を運営、1979年（昭和54年）グループ入り）
- 富士屋ホテル（富士屋ホテル（神奈川県の宮ノ下温泉にあるホテル）をはじめとする富士屋ホテルチェーン他、レストラン、ゴルフ場などの経営）
- 山交百貨店（山梨県の甲府駅前にある百貨店。2019年（令和元年）9月30日に閉店したが、会社としては存続している。）
- 山梨フルーツリゾート（山梨県の笛吹川フルーツ公園にあるホテル）
- ホテル鹿角（秋田県の大湯温泉にあるホテル）
- 花巻温泉（岩手県の花巻温泉にあるホテル、1970年（昭和45年）グループ入り）
  - 花巻温泉商事
- ホテル青森（青森市中心部にあるホテル）
- 丸運十和田運送（運送事業者）
- みちのく国際ゴルフ倶楽部
- 北海道いすゞ自動車（北海道（釧路・十勝・北見管内を除く）でいすゞ自動車のバス・トラックを販売）
- 札樽自動車運輸（北海道の貨物運輸会社。スワロー便）

### 過去の関連会社
- 日本電建
- 国民銀行 - 1999年（平成11年）に経営破綻。八千代銀行に営業譲渡し解散。
- 夏油高原開発 - 1990年（平成2年）に、岩手県和賀町（現・北上市）と共同で夏油スキー場の開発・運営を目的に設立。多額の赤字から2002年（平成14年）に撤退した（現在は加森観光へ経営権を譲渡している）。
- みちのくコカ・コーラボトリング
- さいたま国際バス - 一時的に分社化したのち、2004年（平成16年）4月に国際興業バスに統合した。
- 岩手観光バス - 2001年（平成13年）10月に岩手県交通と合併した。
- 京や（Kyo-ya Company Ltd.） - ハワイでモアナ・サーフライダーなど複数のホテルを経営。かつて営業していた同名のレストランは2007年（平成19年）に閉店。
- シティ商事（ショッピングセンター、不動産管理） - 2008年（平成20年）4月　特別清算開始決定を受ける。
- 盛岡バスセンター - 老朽化のため、2016年（平成28年）9月30日で閉鎖。跡地を盛岡市が取得し再開発を検討。
- 勝沼ゴルフ - 2013年（平成25年）4月シャトレーゼに売却。
- 三島ゴルフ倶楽部 - 2013年（平成25年）10月PGMホールディングスに売却。
- 国際交通 - タクシー事業者。複数存在する。
  - 国際交通 (神奈川県) - チェッカーキャブ所属および旧神奈川無線所属事業者。廃業前には同じチェッカーキャブ所属事業者（当時）の平和自動車交通（東京都江戸川区）の系列となっていた。横浜営業所と箱根強羅営業所を国際興業から譲受されて開業。箱根強羅営業所と仙石原営業所は伊豆箱根ハイヤー（現・伊豆箱根交通）に譲渡し、横浜営業所のみ現存していたが、平和自動車交通のチェッカーキャブ脱退および日本交通提携に伴い日本交通横浜へ営業権を譲渡し廃業。
  - 国際交通 (兵庫県) - 旧・国際興業大阪姫路営業所。姫路の三和タクシー系列になっている。
- 国際興業観光バス - 2004年（平成16年）に観光バス事業として分社化を行ったが、2013年（平成25年）8月16日付で国際興業グループ株式会社に統合された。
- 国際興業東北（現・国際東北）[注釈 1]
  - 岩手県交通（岩手県中部・南部で路線バスを運行、1986年（昭和61年）グループ入り。ただし前身の岩手中央バスは1970年（昭和45年）グループ入り）[注釈 1]
    - 早池峰バス[注釈 1]
    - 岩手県交通整備[注釈 1]

  - 秋北バス（秋田県北部で路線バスを運行、1962年（昭和37年）グループ入り）[注釈 1]
    - 秋北タクシー（秋田県北部でのタクシー営業）[注釈 1]
    - 秋北観光（秋北バスの旅行業部門）[注釈 1]
    - 秋北航空サービス（秋田県北部および青森県の全日空総代理店）[注釈 1]

  - 十和田観光電鉄（青森県上十三地区で路線バス・十和田富士屋ホテルを運営、2012年（平成24年）まで鉄道事業も行っていた。1969年（昭和44年）グループ入り）[注釈 1]
    - 十和田電鉄観光社（十和田観光電鉄の旅行業部門）[注釈 1]
- 山梨交通（山梨県国中地区で路線バスを運行、1959年（昭和34年）グループ入り）[注釈 2][注釈 3]
  - 山交タウンコーチ (2018年 (平成30年) 10月、山梨交通へ吸収合併)
  - 山梨交通観光バス（2012年（平成24年）10月、山交タウンコーチへ吸収合併）
  - 山梨貸切自動車（2017年（平成29年）10月、山交タウンコーチへ吸収合併）
  - ニッポンレンタカー山交
  - 医療法人財団交道会下部温泉病院（現・しもべ病院）-  山梨交通が主導して医療法人財団交道会を設立し、国際興業からの全面的なバックアップを受け、1981年（昭和56年）1月に開院[8]。温泉を引きリハビリテーション科を中心とした地域病院として運営され、外来患者も増加、入院患者のベッド稼働率も100%を超えるが、過去の赤字決算の補填や設備投資のための国際興業からの債務が年商を大きく上回り、多額の累積債務を抱えていたため、2007年（平成19年）2月1日、甲府地裁に民事再生法の適用を申請。経営破綻した[9]。現在[いつ?]は、国際興業グループから離れて運営されている。
- 札幌団地タクシー（タクシー営業）2023年（令和5年）3月19日廃業[10]